# Chiesa del Santissimo Salvatore (Casal di Principe)
La chiesa del Santissimo Salvatore è il principale luogo di culto cattolico di Casal di Principe, in provincia di Caserta e diocesi di Aversa. La chiesa è sede dell'omonima parrocchia e rappresenta il cuore storico e religioso della città.

## Storia
La prima attestazione dell'esistenza di una chiesa dedicata al Santissimo Salvatore a Casal di Principe risale alla prima metà del XIV secolo. Nelle Rationes decimarum del 1324 è riportato che «Il sacerdote Nicola di Casandrino per la terza parte della chiesa di San Salvatore in Casal di Principe pagava tre tarì e grani 10». La documentazione precisa riguardante la chiesa però inizia dopo il Concilio di Trento, da quando cioè i parroci furono obbligati a risiedere nelle loro parrocchie. Nel caso dell'archivio parrocchiale di Casal di Principe esso parte dal 1581.
Durante tutto il XX secolo il territorio della chiesa parrocchiale del Santissimo Salvatore fu smembrato per erigere altre tre parrocchie diventando così la Chiesa matrice di Casal di Principe. Nel secolo scorso furono infatti erette le parrocchie dello Spirito Santo, di San Nicola di Bari e di Maria SS. Preziosa.
Nella chiesa, in una delle cappelle laterali, sono custoditi le spoglie mortali della Serva di Dio Suor Maria Raffaela Coppola O.S.C.Cap., suora corista delle Monastero delle Trentatré di Napoli.

## Descrizione
Il Santissimo Salvatore si apre su via Santa Lucia anche se conserva ancora un antico accesso su corso Umberto I. Alle spalle dell'edificio è collocata piazza Vittorio Emanuele II, conosciuta dai casalesi come "Piazza Mercato" mentre la casa parrocchiale è a settentrione.
L'edificio religioso è a tre navate con crociera e misura 36 metri per 15 metri. Nella chiesa si conservano sei altari, in altrettante cappelle, mentre sull'altare maggiore si custodisce l'immagine di Maria Santissima Preziosa, patrona di Casal di Principe. Il torno marmoreo destinato alla Vergine fu eretto 1933 in occasione del venticinquesimo anniversario dell'Incoronazione.
Degli altari della parrocchia si conservano ancora oggi quello dedicato alla Madonna dei Sette dolori e quello della Madonna del Rosario nel transetto della chiesa; nelle navate laterali sono visibili anche l'altere delle Anime del Purgatorio e quello di Sant'Antonio di Padova. Sulla parete destra vi è una tela fatta affrescare da Giulio Pizzella che porta la data del 1633. Inoltre presso la Sagrestia è conservato un crocifisso ligneo della scuola napoletana del XVII secolo.
La facciata della chiesa è incastonata tra due torri, a destra la torre dell'orologio, con la lapide per i caduti della Grande guerra, ed a sinistra la magnifica torre campanaria.

## Chiese e cappelle
Nel territorio parrocchiale del Santissimo Salvatore sono presenti alcune chiese sussidiarie ed oratori.
- Chiesa di San Biagio, in via Croce
- Chiesa del Sacro Cuore, in via Santa Lucia
- Chiesa di Santa Lucia, in via Vaticale[10]
- Chiesa dell'Istituto delle Suore figlie di Sant'Anna, in via Matteotti
- Chiesa dell'Istituto "Santa Maria Preziosa", in via Croce